# 四つ木白髭神社
四つ木白髭神社（よつぎしらひげじんじゃ）は、東京都葛飾区の神社。

## 歴史
1654年（承応3年）に創建された。立石村から分村した四つ木村の鎮守であり、西光寺が別当寺であった。
1786年（天明6年）の水害で、古文書を消失してしまっているが、それ以前からあった鉦鼓や鷹の大絵馬などは、何とか守り通すことができ、現存している。
現在の社殿は、1965年（昭和40年）に造営されたものである。

## 交通アクセス
- 四ツ木駅より徒歩11分。